# Yannick Vero
Yannick Vero (28 de fevereiro de 1990) é um futebolista taitiano que joga como lateral-direito. Atualmente, defende o AS Dragon. Fora dos gramados, trabalha como entregador.

## Carreira
Vero iniciou a carreira em 2008, no AS Vaiete, onde jogou até 2012, quando foi para o AS Dragon. Pelos Dragons, foi tricampeão taitiano e da Copa do Taiti, além de ter vencido a Supercopa em 2016.

## Seleção Taitiana
Pela Seleção Taitiana de Futebol, Vero integrou o elenco que disputou a Copa das Confederações de 2013, sendo um dos 9 jogadores do Dragon que foram convocados por Eddy Etaeta.
Sua participação no torneio durou apenas 16 minutos (apenas o atacante Yohann Tihoni foi menos utilizado que o lateral), quando substituiu Edson Lemaire na derrota por 10 a 0 para a Espanha, que já tinha feito 9 gols anteriormente. Desde então, Vero não foi mais convocado.

## Títulos
AS Dragon
- Campeonato Taitiano: 3 (2012–13, 2015–16 e 2017–18)
- Copa do Taiti: 3 (2013, 2016 e 2018)
- Supercopa do Taiti: 1 (2016).

## Links
- Yannick Vero em National-Football-Teams.com